# Gara Cămara Sighet
Gara Cămara Sighet este o stație de cale ferată care deservește Sighetu Marmației, județul Maramureș, România. Situată pe Linia 409, Linia 411 și Linia 423, linii secundare ale Magistralei CFR 400, este una din cele două gări din municipiul Sighetu Marmației, cealaltă fiind Gara Sighetu Marmației.

## Istoric
Orașul Sighetu Marmației a fost legat la rețeaua de cale ferată pe 4 decembrie 1872, odată cu inaugurarea tronsonului Bustyaháza (Buștîno/Bustea) – Máramarossziget (Sighetu Marmației) a liniei de cale ferată Debrecen – Szatmárnémeti (Satu Mare) – Királyháza (Korolevo/Craihaza) – Máramarossziget (Sighetu Marmației), linie care a fost ulterior prelungită până la Cămara Sighet. Linia a fost exploatată de Északkeleti Vasúttal (Căile Ferate Nord-Est) iar din 1890 linia a fost preluată de către Căile Ferate Maghiare (Magyar Államvasutak). După inaugurarea liniei, remorcarea trenurilor a fost făcută cu locomotive cu abur, din clasele MÉKV I (nr. 1"–8"), II (nr. 1–21), III (nr. 50–73), III (nr. 101–105), III (nr. 200–208), XII (nr. 400–401) și seriile MÁV 221, 238, 326, 335, 374 și 377. La sfârșitul Primului Război Mondial, linia ferată a fost împărțită în patru părți: porțiunea de vest de la Debrecen până la Nyírábrány a rămas Ungariei, porțiunea de la Carei la Halmeu a trecut pe teritoriul României, tronsonul de la Diakovo (astăzi Nevetlenfolu) până după Teresva pe teritoriul cehoslovac și cel de după Teresva de la Câmpulung la Tisa la Sighetu Marmației din nou pe teritoriul României. Ca urmare a celor două dictate de la Viena din martie 1939 și august 1940 întreaga linie ferată a trecut sub control maghiar pentru o perioadă de câțiva ani. După sfârșitul celui de-al Doilea Război Mondial, granițele din anul 1938 au fost restaurate parțial, însă Ucraina Carpatică nu a mai fost retrocedată Cehoslovaciei, ci a fost inclusă în Uniunea Sovietică. Căile Ferate Sovietice (în rusă "Советские железные дороги" Sovetskie Jeleznîe Doroghi SJD) au schimbat ecartamentul liniilor, porțiunea de cale ferată preluată fiind trecută de la ecartamentul standard (1 435 mm) la ecartamentul larg (1 520 mm). Odată cu prăbușirea URSS în 1991, partea sovietică a liniei de cale ferată a trecut pe teritoriul ucrainean și este exploatată de Căile Ferate Ucrainene (în ucraineană "Укрзалізниця" Ukrzaliznîția UZ). Pe 5 iunie 1880 a fost inaugurată linia Szigetkamara (Cămara Sighet) – Tiszafejéregyháza (Bîla Țerkva/Biserica Albă) – Aknaszlatina (Solotvîno/Slatina) cu o lungime de 5 km și care era folosită la transportul persoanelor și a sării extrasă de la Ocna Slatina. Inițial o linie cu ecartament îngust (760 mm), în 1891 ecartamentul acesteia a fost schimbat la cel normal (1 435 mm). Această linie a fost ulterior, între 1939-1940, extinsă pe direcția Alsóapsa (Nîjnea Apșa/Apșa de Jos) – Szentmihálykörtvélyes (Hrușovo/Peri) – Taracköz (Teresva). În 1895, odată cu inaugurarea liniei de cale ferată Máramarossziget (Sighetu Marmației) – Barnabás (Kostîlivka/Berlebaș) – Kőrösmező (Iasinia/Frasin) – Stanislau (Ivano-Frankivsk), Cămara Sighet a fost legată de Frasin și Ivano-Frankivsk. Întrucât linia era situată atât pe teritoriul Cisleithaniei cât și pe cel Transleithaniei al Austro-Ungariei, porțiunea austriacă a căii ferate a fost exploatată de către Căile ferate de stat cezaro-crăiești austriece / Căile ferate de stat imperialo-regale austriece (în germană "k.k. österreichische Staatsbahnen") iar cea ungară de către compania feroviară MÁV (în maghiară "Magyar Államvasutak"). La sfârșitul Primului Război Mondial, linia ferată a fost împărțită în trei părți: porțiunea de sud de la Sighetu Marmației până după Valea Vișeului a rămas României, porțiunea mediană de la Dilove la Frasin a trecut pe teritoriul cehoslovac și cea de nord de după Frasin la Ivano-Frankivsk pe teritoriul Poloniei. Ca urmare a stabilirii acestor noi granițe, căile ferate din partea românească a Maramureșului nu au mai avut nici o legătură cu restul rețelei feroviare a României. În 1928 s-a încheiat un acord între Polonia, Cehoslovacia și România cu privire la modul de folosire a acestei linii, astfel legătura feroviară dintre Maramureș și restul țării se facea prin teritoriul cehoslovac. Ca urmare a celor două dictate de la Viena din martie 1939 și august 1940 și a Pactului Ribbentrop-Molotov porțiunea de sud și cea mediană a trecut sub controlul maghiar iar porțiunea de nord a trecut la Uniunea Sovietică. În 1941, Germania a atacat Uniunea Sovietică iar după cucerirea Galiției, autoritățile militare germane de ocupație au înființat Direcția Căilor Ferate de Est Lemberg (în germană "Ostbahndirektion Lemberg"), subordonată Direcției Generale a Căilor Ferate de Est (în germană "Generaldirektion der Ostbahn" Gedob) care a preluat exploatarea căilor ferate din Galiția și, prin urmare, și a porțiunii nordice a traseului Sighetu Marmației – Ivano-Frankivsk. După sfârșitul celui de-al Doilea Război Mondial, granițele din anul 1938 au fost restaurate parțial, URSS a anexat atât Galiția, cât și Ucraina Carpatică, astfel că partea centrală și de nord a acestei căi ferate a trecut pe teritoriul său iar Căile Ferate Sovietice (SJD) au schimbat ecartamentul liniilor, porțiunea de cale ferată preluată fiind trecută de la ecartamentul normal (1 435 mm) la ecartamentul lat (1 520 mm). România a primit înapoi partea de sud a Maramureșului (Județul Maramureș interbelic), cu porțiunea de sud a liniei. Deoarece tronsonul de la vest de Sighetu Marmației al căii ferate Debrecen – Sighetu Marmației, în apropierea localității Câmpulung la Tisa, a trecut iarăși pe teritoriul unui stat străin, de această dată cel sovietic, s-a rupt legătura de la Valea Vișeului prin Sighetu Marmației către Câmpulung la Tisa cu rețeaua feroviară a României. Din 1947 legătura Maramureșului cu restul țării pe calea feroviară a fost refăcută odată cu reluarea tranzitului prin teritoriul, de acum, sovietic. În 1949 a fost pusă în funcțiune linia Salva – Dealul Ștefăniței – Vișeu de Jos, care a conectat linia de cale ferată Valea Vișeului – Vișeu de Jos – Borșa deschisă în 1913 cu linia de cale ferată Beclean – Salva – Rodna Veche pusă în funcțiune în anul 1890, România a stabilit astfel o legătură a căilor ferate din Maramureș cu restul rețelei sale feroviare, fără a mai fi necesar tranzitarea teritoriului altei țări. Tronsonul între Valea Vișeului – Sighetu Marmației – Câmpulung la Tisa a fost echipat cu patru șine, pentru a putea fi folosit atât de trenurile care circulă pe șine cu ecartament normal, cât și de cele care circulă pe șine cu ecartament larg și este considerat linie de peaj. După destrămarea Uniunii Sovietice în 1991, partea de nord a traseului a fost preluată de compania feroviară ucraineană de stat Ukrzaliznîția (UZ) de la fosta companie feroviară sovietică SJD. Ambele puncte de trecere a frontierei, Valea Vișeului și Câmpulung la Tisa, sunt echipate numai cu șine cu ecartament larg.

## Gara
Gara Cămara Sighet este situată în municipiul Sighetu Marmației, la 2,2 km de centrul localității și la 2,5 km de P.T.F. Sighetu Marmației.
Stația Cămara Sighet este amplasată pe Linia 409 Salva – Vișeu de Jos – Sighetu Marmației, la kilometrul 116+348 față de stația Salva, respectiv la kilometrul 1+930 față de stația Sighetu Marmației. Stația este dotată cu instalație de centralizare electromecanică CEM. De asemenea, stația Cămara Sighet este tranzitată de Linia 423 Rahiv – Sighetu Marmației – Teresva, linie cu ecartament larg, folosită de trenurile Ukrzaliznîția (UZ).
Stația Cămara Sighet are 4 linii, 3 linii cu ecartament normal (1 435 mm) și o linie cu ecartament larg (1 520 mm), dintre care trei sunt folosite pentru trenurile cu pasageri și trenurile de marfă (Liniile 1N, 2N, și 3L) iar o linie este folosite pentru încărcare și descărcare mărfuri din mijloace de transport auto și manevre (Linia 6N). Cea mai scurtă linie are o lungime de 455 m iar cea mai lungă are 522 m.
În trecut, începând cu anul 1883, orașul Sighetu Marmației a fost centrul unei rețele de cale ferată îngustă (760 mm), care pătrundea în zona de dealuri dinspre sud-estul orașului și ajungea până la marginea de nord a munților vulcanici Gutâi. Gara Sighetu Marmației haltă (Sighet haltă) era punctul de pornire a acestor linii care se intersectau cu liniile de cale ferată cu ecartament normal și era situată lângă intersecția străzilor Dragoș Vodă cu Alexandru Ivasiuc în apropiere de clădirea ce adapostește Inspectoratul Teritorial al Poliției de Frontieră Sighetu Marmației. Pe lângă linia Szigetkamara (Cămara Sighet) – Tiszafejéregyháza (Bîla Țerkva/Biserica Albă) – Aknaszlatina (Solotvîno/Slatina) transformată în 1891 în linie cu ecartament standard (1 435 mm), au mai existat alte linii cu ecartament îngust. Linia Máramarossziget-Mágtar (Sighetu Marmației haltă) – Szigetkamara (Cămara Sighet) – Alsóróna (Rona de Jos) – Felsőróna (Rona de Sus) – Rónaszék (Coștiui) inaugurată pe 1 ianuarie 1883, avea o lungime de 22 km și era folosită la transportul persoanelor și a sării extrasă de la Salina Coștiui. Un extras al Mersului Trenurilor din 1948 arată că în acel an circulau două perechi de trenuri de pasageri, cu clasele 1, 2 și 3, în direcția Coștiui și care parcurgeau această distanță în aproximativ două ore.
| Sighet – Coștiui | Sighet – Coștiui | Sighet – Coștiui | Sighet – Coștiui | Sighet – Coștiui | Sighet – Coștiui | Sighet – Coștiui | Sighet – Coștiui | Sighet – Coștiui | Sighet – Coștiui | Sighet – Coștiui | Sighet – Coștiui             | Sighet – Coștiui | Sighet – Coștiui | Sighet – Coștiui | Sighet – Coștiui | Sighet – Coștiui | Sighet – Coștiui | Sighet – Coștiui | Sighet – Coștiui | Sighet – Coștiui | Sighet – Coștiui | Sighet – Coștiui | Sighet – Coștiui |
| 80               | 80               | 80               | 80               | 80               | 80               | 80               | 80               | 80               | 80               | 80               | 80                           | 80               | 80               | 80               | 80               | 80               | 80               | 80               | 80               | 80               | 80               | 80               | 80               |
| Orar             | Orar             | Orar             | Orar             | Orar             | Orar             | Orar             | Orar             | Orar             | Orar             | Km               | Gări                         | Km               | Orar             | Orar             | Orar             | Orar             | Orar             | Orar             | Orar             | Orar             | Orar             | Orar             |                  |
| ---------------- | ---------------- | ---------------- | ---------------- | ---------------- | ---------------- | ---------------- | ---------------- | ---------------- | ---------------- | ---------------- | ---------------------------- | ---------------- | ---------------- | ---------------- | ---------------- | ---------------- | ---------------- | ---------------- | ---------------- | ---------------- | ---------------- | ---------------- | ---------------- |
| 0                | 0                | 0                | 0                | ✳ Pers. 4231     | 0                | ✳ Pers. 4233     | 0                | 0                | 0                | 0                | 0                            | 0                | 0                | 0                | 0                | ✳ Pers. 4232     | 0                | ✳ Pers. 4234     | 0                | 0                | 0                | 0                |                  |
| ↓                | 0–0              | 0–0              | 0–0              | 3:55             | 0–0              | 14:25            | 0–0              | 0–0              | ↓                | 0                | 0Sighet haltă0               | 22               | ↑                | 0–0              | 0–0              | 7:38             | 0–0              | 18:08            | 0–0              | 0–0              | 0–0              | ↑                |                  |
| ↓                | 0–0              | 0–0              | 0–0              | 4:03             | 0–0              | 14:33            | 0–0              | 0–0              | ↓                | 2                | 0Cămara la Sighet haltă0     | 20               | ↑                | 0–0              | 0–0              | 7:30             | 0–0              | 18:00            | 0–0              | 0–0              | 0–0              | ↑                |                  |
| ↓                | 0–0              | 0–0              | 0–0              | 4:08             | 0–0              | 14:38            | 0–0              | 0–0              | ↓                | 3                | 0Cămara la Sighet Tr. haltă0 | 19               | ↑                | 0–0              | 0–0              | 7:25             | 0–0              | 17:55            | 0–0              | 0–0              | 0–0              | ↑                |                  |
| ↓                | 0–0              | 0–0              | 0–0              | 4:19             | 0–0              | 14:50            | 0–0              | 0–0              | ↓                | 6                | 0Sighet Obor haltă0          | 16               | ↑                | 0–0              | 0–0              | 7:14             | 0–0              | 17:44            | 0–0              | 0–0              | 0–0              | ↑                |                  |
| ↓                | 0–0              | 0–0              | 0–0              | 4:32             | 0–0              | 15:03            | 0–0              | 0–0              | ↓                | 8                | 0Canton nr.30                | 14               | ↑                | 0–0              | 0–0              | 7:00             | 0–0              | 17:31            | 0–0              | 0–0              | 0–0              | ↑                |                  |
| ↓                | 0–0              | 0–0              | 0–0              | 4:43             | 0–0              | 15:14            | 0–0              | 0–0              | ↓                | 10               | 0Canton nr.40                | 12               | ↑                | 0–0              | 0–0              | 6:49             | 0–0              | 17:20            | 0–0              | 0–0              | 0–0              | ↑                |                  |
| ↓                | 0–0              | 0–0              | 0–0              | 4:54             | 0–0              | 15:25            | 0–0              | 0–0              | ↓                | 13               | 0Rona de Jos haltă0          | 9                | ↑                | 0–0              | 0–0              | 6:38             | 0–0              | 17:09            | 0–0              | 0–0              | 0–0              | ↑                |                  |
| ↓                | 0–0              | 0–0              | 0–0              | 5:15             | 0–0              | 15:46            | 0–0              | 0–0              | ↓                | 16               | 0Rona haltă0                 | 6                | ↑                | 0–0              | 0–0              | 5:38             | 0–0              | 16:57            | 0–0              | 0–0              | 0–0              | ↑                |                  |
| ↓                | 0–0              | 0–0              | 0–0              | 5:22             | 0–0              | 15:53            | 0–0              | 0–0              | ↓                | 17               | 0Rona de Sus haltă0          | 5                | ↑                | 0–0              | 0–0              | 4:54             | 0–0              | 16:50            | 0–0              | 0–0              | 0–0              | ↑                |                  |
| ↓                | 0–0              | 0–0              | 0–0              | 5:31             | 0–0              | 16:02            | 0–0              | 0–0              | ↓                | 19               | 0Jidicea haltă0              | 3                | ↑                | 0–0              | 0–0              | 5:38             | 0–0              | 16:41            | 0–0              | 0–0              | 0–0              | ↑                |                  |
| ↓                | 0–0              | 0–0              | 0–0              | 5:49             | 0–0              | 16:20            | 0–0              | 0–0              | ↓                | 22               | 0Coștiui haltă0              | 0                | ↑                | 0–0              | 0–0              | 5:59             | 0–0              | 16:30            | 0–0              | 0–0              | 0–0              | ↑                |                  |

✳ Circulau în zilele fără soț.
Linia Máramarossziget-Mágtar (Sighetu Marmației haltă) – Szigetkamara (Cămara Sighet) – Farkasrév (Vadu Izei) – Bárdfalva (Berbești) – Fejérfalva (Ferești) – Máragyulafalva (Giulești) – Aknasugatag (Ocna Șugatag) inaugurată pe 1 septembrie 1883, avea o lungime de 23 km și era folosită la transportul persoanelor și a sării extrasă de la Ocna Șugatag. Din această linie se ramifica în Giulești o linie ferată forestieră inaugurată în 1910 cu o lungime de 32,6 km care urca pe Valea Marei, ajungând în zona Cheilor Tătarului și era folosită la transportul lemnului la Sighetu Marmației. Un extras al Mersului Trenurilor din 1948 arată că în acel an circulau două perechi de trenuri de pasageri, cu clasele 1, 2 și 3, în direcția Ocna Șugatag și care parcurgeau această distanță în aproximativ două ore.
| Sighet – Sugătag | Sighet – Sugătag | Sighet – Sugătag | Sighet – Sugătag | Sighet – Sugătag | Sighet – Sugătag | Sighet – Sugătag | Sighet – Sugătag | Sighet – Sugătag | Sighet – Sugătag | Sighet – Sugătag | Sighet – Sugătag             | Sighet – Sugătag | Sighet – Sugătag | Sighet – Sugătag | Sighet – Sugătag | Sighet – Sugătag | Sighet – Sugătag | Sighet – Sugătag | Sighet – Sugătag | Sighet – Sugătag | Sighet – Sugătag | Sighet – Sugătag | Sighet – Sugătag |
| 79               | 79               | 79               | 79               | 79               | 79               | 79               | 79               | 79               | 79               | 79               | 79                           | 79               | 79               | 79               | 79               | 79               | 79               | 79               | 79               | 79               | 79               | 79               | 79               |
| Orar             | Orar             | Orar             | Orar             | Orar             | Orar             | Orar             | Orar             | Orar             | Orar             | Km               | Gări                         | Km               | Orar             | Orar             | Orar             | Orar             | Orar             | Orar             | Orar             | Orar             | Orar             | Orar             |                  |
| ---------------- | ---------------- | ---------------- | ---------------- | ---------------- | ---------------- | ---------------- | ---------------- | ---------------- | ---------------- | ---------------- | ---------------------------- | ---------------- | ---------------- | ---------------- | ---------------- | ---------------- | ---------------- | ---------------- | ---------------- | ---------------- | ---------------- | ---------------- | ---------------- |
| 0                | 0                | 0                | 0                | ✳✳ Pers. 4221    | 0                | ✳✳ Pers. 4223    | 0                | 0                | 0                | 0                | 0                            | 0                | 0                | 0                | 0                | ✳✳ Pers. 4222    | 0                | ✳✳ Pers. 4224    | 0                | 0                | 0                | 0                |                  |
| ↓                | 0–0              | 0–0              | 0–0              | 3:14             | 0–0              | 15:05            | 0–0              | 0–0              | ↓                | 0                | 0Sighet haltă0               | 23               | ↑                | 0–0              | 0–0              | 7:00             | 0–0              | 18:50            | 0–0              | 0–0              | 0–0              | ↑                |                  |
| ↓                | 0–0              | 0–0              | 0–0              | 3:22             | 0–0              | 15:13            | 0–0              | 0–0              | ↓                | 2                | 0Cămara la Sighet haltă0     | 21               | ↑                | 0–0              | 0–0              | 6:52             | 0–0              | 18:42            | 0–0              | 0–0              | 0–0              | ↑                |                  |
| ↓                | 0–0              | 0–0              | 0–0              | 3:27             | 0–0              | 15:18            | 0–0              | 0–0              | ↓                | 3                | 0Cămara la Sighet Tr. haltă0 | 20               | ↑                | 0–0              | 0–0              | 6:46             | 0–0              | 18:37            | 0–0              | 0–0              | 0–0              | ↑                |                  |
| ↓                | 0–0              | 0–0              | 0–0              | 3:38             | 0–0              | 15:29            | 0–0              | 0–0              | ↓                | 6                | 0Sighet Obor haltă0          | 17               | ↑                | 0–0              | 0–0              | 6:35             | 0–0              | 18:26            | 0–0              | 0–0              | 0–0              | ↑                |                  |
| ↓                | 0–0              | 0–0              | 0–0              | 3:45             | 0–0              | 15:36            | 0–0              | 0–0              | ↓                | 7                | 0Țiglărie haltă0             | 16               | ↑                | 0–0              | 0–0              | 6:27             | 0–0              | 18:18            | 0–0              | 0–0              | 0–0              | ↑                |                  |
| ↓                | 0–0              | 0–0              | 0–0              | 3:58             | 0–0              | 15:49            | 0–0              | 0–0              | ↓                | 10               | 0Vadu Izei haltă0            | 13               | ↑                | 0–0              | 0–0              | 6:14             | 0–0              | 18:05            | 0–0              | 0–0              | 0–0              | ↑                |                  |
| ↓                | 0–0              | 0–0              | 0–0              | 4:10             | 0–0              | 16:01            | 0–0              | 0–0              | ↓                | 14               | 0Berbești haltă0             | 9                | ↑                | 0–0              | 0–0              | 6:02             | 0–0              | 17:53            | 0–0              | 0–0              | 0–0              | ↑                |                  |
| ↓                | 0–0              | 0–0              | 0–0              | 4:25             | 0–0              | 16:16            | 0–0              | 0–0              | ↓                | 15               | 0Km. 15+4000                 | 8                | ↑                | 0–0              | 0–0              | 5:56             | 0–0              | 17:47            | 0–0              | 0–0              | 0–0              | ↑                |                  |
| ↓                | 0–0              | 0–0              | 0–0              | 4:33             | 0–0              | 16:24            | 0–0              | 0–0              | ↓                | 17               | 0Ferești haltă0              | 6                | ↑                | 0–0              | 0–0              | 5:48             | 0–0              | 17:39            | 0–0              | 0–0              | 0–0              | ↑                |                  |
| ↓                | 0–0              | 0–0              | 0–0              | 4:53             | 0–0              | 16:44            | 0–0              | 0–0              | ↓                | 19               | 0Giulești haltă0             | 4                | ↑                | 0–0              | 0–0              | 5:35             | 0–0              | 17:26            | 0–0              | 0–0              | 0–0              | ↑                |                  |
| ↓                | 0–0              | 0–0              | 0–0              | 5:13             | 0–0              | 17:04            | 0–0              | 0–0              | ↓                | 23               | 0Șugatag haltă0              | 0                | ↑                | 0–0              | 0–0              | 5:23             | 0–0              | 17:14            | 0–0              | 0–0              | 0–0              | ↑                |                  |

✳✳ Circulau în zilele cu soț.
Liniile Sighetu Marmației – Coștiui, Sighetu Marmației – Ocna Șugatag și Giulești – Valea Marei erau exploatate de către „Societatea Căilor Ferate ale Sării din Maramureș” și au fost răscumpărate de statul român în 1926 (Ordinul Direcției Generale a CFR nr. 88201 publicat în Foaia Oficială CFR nr. 72/1926), fiind apoi exploatate de CFR, cu excepția liniei Giulești – Valea Marei care a trecut în exploatarea „Casei Pădurilor” transformată în 1930 în „Casa Autonomă a Pădurilor Statului”, iar din 1948 a trecut în administrarea Întreprinderii Forestiere de Exploatare și Transport Sighet (IFET Sighet). În perioada interbelică s-a construit linia Valea Brazilor (6 km) iar între 1956-1960 s-au mai construit liniile Vadu Izei – Șugău (10 km) și Valea Desești (1,4 km). Întreaga rețea a căilor ferate înguste cu centrul la Sighetu Marmației a fost desființată începând cu 1975 odată cu introducerea masivă a mijloacelor de transport auto în exploatarea forestieră. Până la desființarea acestor liniilor ferate înguste stația Cămara Sighet a fost singura stație din România în care erau prezente trei ecartamente: îngust (760 mm), normal (1 435 mm) și larg (1 520 mm).
Calea ferată asigură legătura municipiului Sighetu Marmației pe linii adiacente Magistralei 400 spre Beclean pe Someș și Dej pentru transportul feroviar de călători și marfă. Prin gara Cămara Sighet trec zilnic trenuri Regio (R) ale operatorului CFR Călători.
De asemenea, gara Cămara Sighet a oferit o legătură directă cu Ungaria circulând trenul internațional Sighetu Marmației – Budapesta.
Gara Cămara Sighet este legată cu o linie de autobuz, care trece prin fața ei, de alte zone din municipiu.

## Distanțe față de alte gări din România și Europa

### Distanțe față de alte gări din România
- Cămara Sighet și Alba Iulia (via Cluj-Napoca și Teiuș) - 342 km
- Cămara Sighet și Arad (via Cluj-Napoca și Teiuș) - 554 km
- Cămara Sighet și Baia Mare (via Dej Călători și Beclean pe Someș) - 296 km
- Cămara Sighet și Beclean pe Someș - 138 km
- Cămara Sighet și Brașov (via Cluj-Napoca) - 552 km
- Cămara Sighet și Brașov (via Deda) - 438 km
- Cămara Sighet și București Nord (via Cluj-Napoca) - 721 km
- Cămara Sighet și București Nord (via Deda) - 604 km
- Cămara Sighet și Cluj-Napoca - 221 km
- Cămara Sighet și Constanța (via Cluj-Napoca și București Nord) - 946 km
- Cămara Sighet și Constanța (via Deda și București Nord) - 829 km
- Cămara Sighet și Curtici (via Cluj-Napoca și Arad) - 571 km
- Cămara Sighet și Dej Călători - 162 km
- Cămara Sighet și Episcopia Bihor (via Cluj-Napoca) - 379 km
- Cămara Sighet și Gherla - 176 km
- Cămara Sighet și Iași (via Salva și Suceava) - 470 km
- Cămara Sighet și Jibou (via Dej Călători) - 238 km
- Cămara Sighet și Mangalia (via Deda și București Nord) - 870 km
- Cămara Sighet și Oradea (via Cluj-Napoca) - 373 km
- Cămara Sighet și Războieni - 291 km
- Cămara Sighet și Satu Mare (via Baia Mare) - 356 km
- Cămara Sighet și Suceava (via Salva) - 353 km
- Cămara Sighet și Timișoara Nord (via Cluj-Napoca și Arad) - 611 km
- Cămara Sighet și Vatra Dornei (via Salva) - 217 km

### Distanțe față de alte gări din Europa
- Cămara Sighet și  Hauptbahnhof Berlin (via Arad, Keleti Budapesta, Hauptbahnhof Viena, Praha hlavní nádraží și Bahnhof Dresden-Neustadt) - 1750 km
- Cămara Sighet și  Železničná stanica Bratislava-Petržalka (via Arad, Keleti Budapesta și Hauptbahnhof Viena) - 1134 km
- Cămara Sighet și  Gare de Bruxelles Midi/Station Brussel-Zuid (via Arad, Keleti Budapesta, Hauptbahnhof Viena, Hauptbahnhof Frankfurt pe Main, Hauptbahnhof Aachen și Gare de Liège-Guillemins) - 2058 km
- Cămara Sighet și  Gare de Bruxelles Midi/Station Brussel-Zuid (via Arad, Keleti Budapesta, Hauptbahnhof Viena, Hauptbahnhof Mannheim, Gare de Paris-Nord și Gare de Lille-Flandres) - 2725 km
- Cămara Sighet și  Keleti Budapesta (via Arad) - 807 km
- Cămara Sighet și  Keleti Budapesta (via Oradea) - 620 km
- Cămara Sighet și  Keleti Budapesta (via Valea lui Mihai) - 683 km
- Cămara Sighet și  Chișinău (via Suceava și Iași) - 600 km
- Cămara Sighet și  Hauptbahnhof Frankfurt pe Main (via Arad, Keleti Budapesta, Hauptbahnhof Viena, Hauptbahnhof Passau, Hauptbahnhof Regensburg și Hauptbahnhof Nürnberg) - 1818 km
- Cămara Sighet și  Hauptbahnhof Frankfurt pe Main (via Arad, Keleti Budapesta, Hauptbahnhof Viena, München Ost, Hauptbahnhof Stuttgart și Hauptbahnhof Mannheim) - 1993 km
- Cămara Sighet și  Kiev Pasajirski (via Suceava) - 1133 km
- Cămara Sighet și   St. Pancras International Londra (via Arad, Keleti Budapesta, Hauptbahnhof Viena, Hauptbahnhof Mannheim, Gare de Paris-Nord, Gare de Lille-Europe și Gare de Calais-Fréthun) - 2907 km
- Cămara Sighet și  Nyírábrány vasútállomás - 431 km
- Cămara Sighet și  Gare de l'Est Paris (via Arad, Keleti Budapesta, Hauptbahnhof Viena, Hauptbahnhof München și Hauptbahnhof Frankfurt pe Main) - 2474 km
- Cămara Sighet și  Gare de l'Est Paris (via Arad, Keleti Budapesta, Hauptbahnhof Viena, München Ost și Hauptbahnhof Stuttgart) - 2398 km
- Cămara Sighet și  Praha hlavní nádraží (via Arad, Keleti Budapesta, Hauptbahnhof Viena și Brno hlavní nádraží) - 1479 km
- Cămara Sighet și  Warszawa Centralna (via Arad, Keleti Budapesta, Hauptbahnhof Viena, Brno hlavní nádraží, Olomouc hlavní nádraží și Stacja kolejowa Katowice) - 1911 km
- Cămara Sighet și  Stazione di Venezia Mestre (via Arad, Keleti Budapesta, Hauptbahnhof Viena și Stazione di Trieste Centrale) - 2060 km
- Cămara Sighet și  Stazione di Venezia Santa Lucia (via Arad, Keleti Budapesta, Hauptbahnhof Viena, Hauptbahnhof Salzburg, Hauptbahnhof Innsbruck și Stazione di Verona Porta Nuova) - 1848 km
- Cămara Sighet și  Hauptbahnhof Viena (via Arad) - 1069 km
- Cămara Sighet și  Hauptbahnhof Viena (via Oradea) - 883 km
- Cămara Sighet și  Hauptbahnhof Viena (via Valea lui Mihai) - 938 km
- Cămara Sighet și  Hauptbahnhof Zürich (via Arad, Keleti Budapesta, Hauptbahnhof Viena, Hauptbahnhof Karlsruhe, Bahnhof Basel SBB, Bahnhof Olten și Bahnhof Killwangen-Spreitenbach) - 2302 km
- Cămara Sighet și  Hauptbahnhof Zürich (via Arad, Keleti Budapesta, Hauptbahnhof Viena, Hauptbahnhof Innsbruck, Bahnhof Lindau-Insel, Bahnhof Buchs SG și Bahnhof Sargans) - 1948 km